# Bakú
Bakú (en àzeri: Bakı; en persa: باکو, Badkube) és la capital i la ciutat més gran de l'Azerbaidjan. És a la costa sud de la península d'Apxeron (o Abşeron), a la riba de la mar Càspia, on hi ha un port important i platges de renom. De clima assolellat i àrid, ocasionalment hi bufen forts vents. La població, segons càlculs del 2005, és de 2.074.300 habitants; a l'àrea metropolitana hi viuen uns tres milions de persones (a causa del gran nombre de refugiats i desplaçats de la conflictiva zona del Caucas). La ciutat fortificada de Bakú, amb el palau dels Xirvanxàs i la torre de la donzella estan inscrits des del 1999 a la llista del patrimoni de la Humanitat de la UNESCO. Baku va organitzar el 2015 els primers Jocs Europeus.

## Etimologia
Bakú està documentat des de fa temps amb el nom persoàrab باکو (Bākū). Les primeres fonts àrabs també es refereixen a la ciutat com Bākuh i Bākuya, tots els quals semblen provenir d'un nom persa. L'etimologia addicional no està clara.
Una etimologia popular al segle XIX la considerava derivada del persa بادکوبه (Bâd-kube, que significa "ciutat batuda pel vent", un compost de bād, "vent" i kube, que té les seves arrels en el verb کوبیدن kubidan, "pipejar", referint-se així a un lloc on el vent seria molt fort, com és el cas de Bakú, que se sap que experimenta tempestes de neu ferotges i vents forts). Aquest nom popular (Badkubə en l'escriptura àzeri modern) va guanyar moneda com a sobrenom per a la ciutat al segle XIX (per exemple, s'utilitza a Akinchi, volum 1, número 1, pàg. 1), i també es reflecteix en el sobrenom modern de la ciutat com a «Ciutat dels Vents» (àzeri: Küləklər şəhəri). Una altra etimologia popular encara menys probable explica que el nom deriva de Baghkuy, que significa «ciutat de Déu». Baga (ara بغ bagh) i kuy són les paraules del persa antic per a «déu» i «ciutat» respectivament; el nom de Baghkuy es pot comparar amb Bagdad ("donat per Déu") en què dād és la paraula persa antiga per «donar».
Durant el domini soviètic, la ciutat s'escriu en ciríl·lic com "Бакы" en àzeri (mentre que l'ortografia russa era i és encara "Баку", Baku). L'ortografia moderna de l'Azerbaidjan, que utilitza l'alfabet llatí des de 1991, és Bakı; el canvi de la lletra perso-àrab و (ū) al ciríl·lic "ы" i, més tard, al llatí "ı" es pot comparar amb el d'altres paraules àzeris (per exemple, compareu قاپو qāpū en l'ortografia antiga persoàrab amb la moderna azerbí qapı, «porta») o en sufixos, ja que و s'utilitzava sovint per transcriure l'Harmonia vocàlica en àzeri (que també era la pràctica en turc otomà).

## Geografia

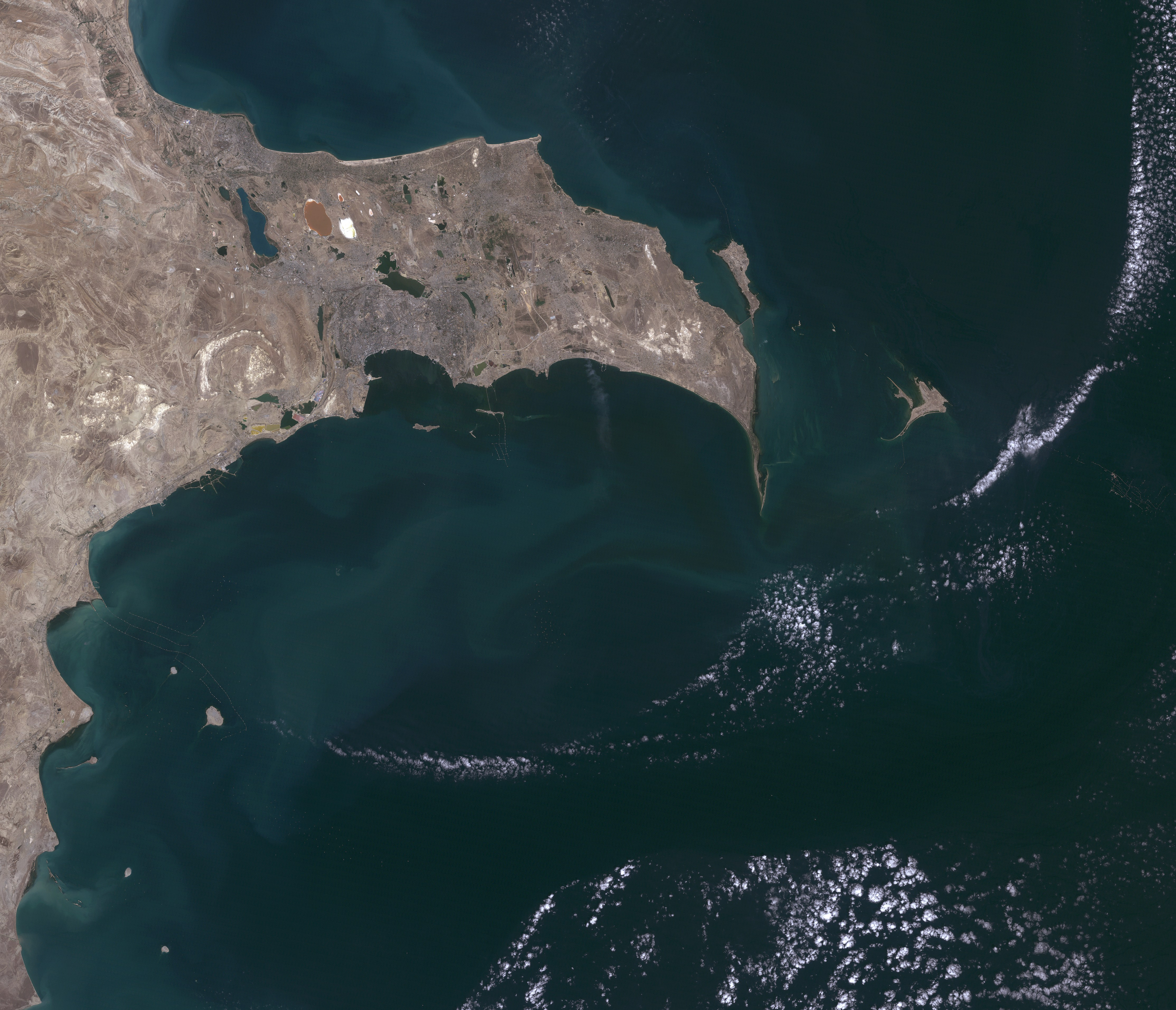
Imatge de satèl·lit de la península d'Absheron, Landsat 5, 6 de setembre de 2010

Bakú es troba a la costa occidental del mar Caspi. Als voltants de la ciutat hi ha una sèrie de volcans de fang (Keyraki, Bogkh-bogkha, Lokbatan i altres) i llacs salats (Boyukshor, Khodasan, etc.).

### Clima
Bakú té un clima temperat semiàrid (classificació climàtica de Köppen: BSk) amb estius calorosos i humits, hiverns frescos i ocasionalment humits i forts vents durant tot l'any. Tanmateix, a diferència de moltes altres ciutats amb aquestes característiques climàtiques, Bakú no veu estius extremadament calorosos i hores de sol substancials. Això es deu en gran part a la seva latitud nord i al fet que es troba en una península a la vora del mar Caspi.
Bakú, i la península d'Abşeron on es troba, és la part més àrida de l'Azerbaidjan (la precipitació aquí és d'uns 200 mm o menys cada un any). Això es deu en gran part a l'efecte ombra orogràfica de les Muntanyes del Caucas, amb les latituds corresponents al mar Negre, que de mitjana reben 2300 mm o més. La majoria de les precipitacions anuals lleugeres es produeixen en estacions diferents de l'estiu, però cap d'aquestes estacions és especialment humida.
Durant l'època soviètica, Bakú, amb les seves llargues hores de sol i el seu clima sec i saludable, era una destinació de vacances on els ciutadans podien gaudir de les platges o relaxar-se en complexos balnearis ara en ruïnes amb vistes al mar Caspi. El passat de la ciutat com a centre industrial soviètic la va deixar una de les ciutats més contaminades del món, a data de 2008.
Al mateix temps, Bakú es considera una ciutat molt ventosa durant tot l'any, d'aquí el sobrenom de la ciutat de «Ciutat dels vents», i els vents forts, el fred khazri del nord i el càlid gilavar del sud són típics aquí en totes les estacions. De fet, la ciutat és coneguda per les tempestes de neu a l'hivern i els forts vents. La velocitat del khazri de vegades arriba a 144 km/h (89 mph), que pot causar danys a cultius, arbres i teules.
La temperatura mitjana diària al juliol i agost és de 26,4 °C, i hi ha molt poca pluja durant aquesta temporada. Durant l'estiu, el khazri arrasa, aportant la frescor desitjada. L'hivern és fresc i de vegades humit, amb la temperatura mitjana diària al gener i febrer de 4,3 °C. Durant l'hivern el khazri escombra, impulsat per masses d'aire polar. Les temperatures a la costa baixen amb freqüència per sota de la congelació i fan que faci una sensació de fred. Les tempestes de neu a l'hivern són ocasionals. La neu normalment es fon en pocs dies després de cada nevada.

## Demografia
Fins a 1988, Bakú tenia poblacions russes, armenies i jueves molt nombroses que van contribuir a la diversitat cultural i van afegir de diverses maneres (música, literatura, arquitectura i visió progressista) a la història de Bakú. Amb l'inici de la Guerra de l'Alt Karabakh i el pogrom contra els armenis a partir del gener de 1990, la gran població armènia de la ciutat va ser expulsada. Sota el comunisme, els soviètics es van fer càrrec de la majoria de propietats jueves a Bakú i Kuba. Després de l'enfonsament de la Unió Soviètica, el President de l'Azerbaidjan Heydər Əliyev va retornar a la comunitat jueva diverses sinagogues i un col·legi jueu, nacionalitzats pels soviètics; va fomentar la restauració d'aquests edificis. Set de les 11 sinagogues originals, inclosa la sinagoga Gilah, construïda el 1896, i la gran sinagoga Kruei, van ser renovades.
| Any  | Tàrtars      | Tàrtars | Russos | Russos | Armenis | Armenis | Jueus  | Jueus | Altres | Altres | TOTAL   |
| Any  | Número       | %       | Número | %      | Número  | %       | Número | %     | Número | %      | TOTAL   |
| ---- | ------------ | ------- | ------ | ------ | ------- | ------- | ------ | ----- | ------ | ------ | ------- |
| 1851 | Més de 5.000 | 67,3    |        |        | 405     | 5,5     |        |       |        |        | 7.431   |
| 1886 | 37.530       | 43,3    | 21.390 | 24,7   | 24.490  | 28,3    | 391    | 0,5   | 2.810  | 3,2    | 86.611  |
| 1897 | 40.341       | 36,0    | 37.399 | 33,4   | 19.099  | 17,1    | 3.369  | 3,0   | 11.696 | 10,5   | 111.904 |
| 1903 | 44.257       | 28,4    | 59.955 | 38,5   | 26.151  | 16,8    |        |       | 28.513 | 18,3   | 155.876 |
| 1913 | 45.962       | 21,4    | 76.288 | 35,5   | 41.680  | 19,4    | 9.690  | 4,5   | 41.052 | 19,1   | 214.672 |
| 1916 | 69.366       | 26,4    | 79.702 | 30,4   | 62.357  | 23,8    | 6.412  | 2,4   | 44.585 | 17,0   | 262.422 |

| Any  | turcs   | turcs | russos  | russos | armenis | armenis | jueus  | jueus | Altres | Altres | TOTAL   |
| Any  | Número  | %     | Número  | %      | Número  | %       | Número | %     | Número | %      | TOTAL   |
| ---- | ------- | ----- | ------- | ------ | ------- | ------- | ------ | ----- | ------ | ------ | ------- |
| 1917 | 67.190  | 28,2  | 77.123  | 32,4   | 52.184  | 21,9    | 12.427 | 5,2   | 29.244 | 12,3   | 238.168 |
| 1926 | 118.737 | 26,2  | 167.373 | 36,9   | 76.656  | 16,9    | 19.589 | 4,3   | 70.978 | 15,7   | 453.333 |

| Any                                                                     | àzeris    | àzeris | russos  | russos | armenis | armenis | jueus  | jueus | Altres | Altres | TOTAL     |
| Any                                                                     | Número    | %      | Número  | %      | Número  | %       | Número | %     | Número | %      | TOTAL     |
| ----------------------------------------------------------------------- | --------- | ------ | ------- | ------ | ------- | ------- | ------ | ----- | ------ | ------ | --------- |
| 1939                                                                    | 215.482   | 27,4   | 343.064 | 43,6   | 118.650 | 15,1    | 31.050 | 3,9   | 79.377 | 10,1   | 787.623   |
| 1959                                                                    | 211.372   | 32,9   | 223.242 | 34,7   | 137.111 | 21,3    | 24.057 | 3,7   | 56.725 | 8,7    | 652.507   |
| 1970                                                                    | 586.052   | 46,3   | 351.090 | 27,7   | 207.464 | 16,4    | 29.716 | 2,3   | 88.193 | 6,9    | 1.262.515 |
| 1979                                                                    | 530.556   | 52,4   | 229.873 | 22,7   | 167.226 | 16,5    | 22.916 | 2,3   | 62.865 | 6,2    | 1.013.436 |
| Gener 1990: pogrom de Bakú . Massacre i expulsió de la població armènia |           |        |         |        |         |         |        |       |        |        |           |
| 1999                                                                    | 1.574.252 | 88,0   | 119.371 | 6,7    | 378     | 0,02    | 5.164  | 0,3   | 89.689 | 5,0    | 1.788.854 |
| 2009                                                                    | 1.848.107 | 90,3   | 108.525 | 5,3    | 104     | 0,01    | 6.056  | 0,6   | 83.023 | 4,1    | 2.045.815 |

### Grups ètnics
Avui en dia, la gran majoria de la població de Bakú està formada per ètnics àzeris, i la resta són talix, tussos, lesguians i altres. El creixement intensiu de la població va començar a mitjans del segle XIX quan Bakú era una petita ciutat amb una població d'unes 7.000 persones. La població va tornar a augmentar d'uns 13.000 a la dècada de 1860 a 112.000 el 1897 i 215.000 el 1913, fent de Bakú la ciutat més gran de la regió del Caucas.
Bakú ha estat una ciutat cosmopolita en determinats moments de la seva història, és a dir, els azerbaidjans ètnics no constituïen la majoria de la població. El 2003, Bakú també tenia 153.400 desplaçats interns i 93.400 refugiats.

### Religió

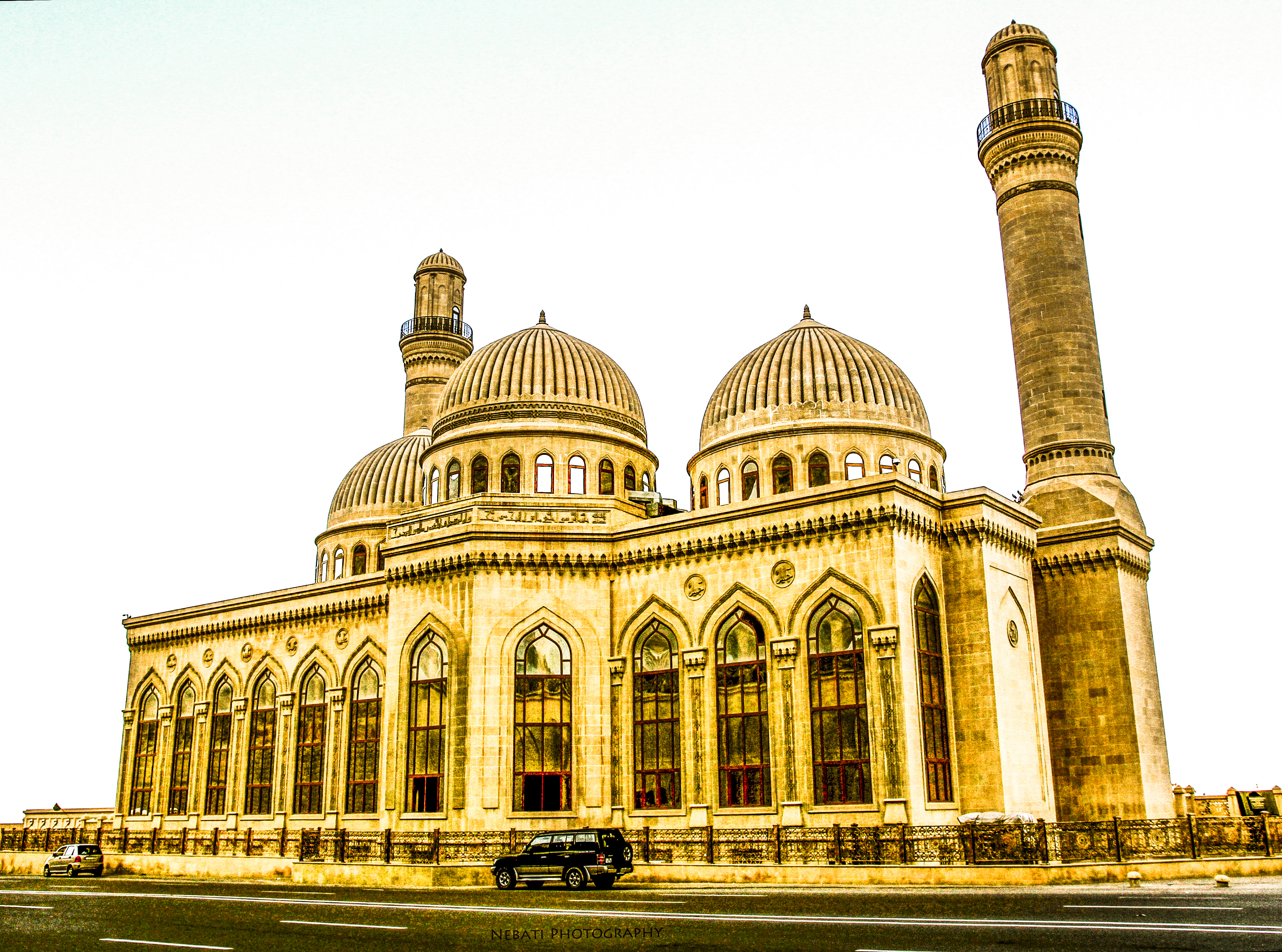
La mesquita Bibi-Heybat del segle XIII. La mesquita va ser construïda sobre la tomba d'un descendent del profeta islàmic Mahoma.

La religió amb més comunitat de seguidors és l'Islam. La majoria dels musulmans són xiïtes, i la República de l'Azerbaidjan té el segon percentatge de població xiïta més gran del món després de l'Iran. Les mesquites notables de la ciutat inclouen la mesquita de Juma, la mesquita de Bibi-Heybat, la mesquita de Muhammad i la Mesquita Taza Pir.
Hi ha algunes altres religions practicades entre els diferents grups ètnics del país. Segons l'article 48 de la seva Constitució, l'Azerbaidjan és un estat laic i assegura la llibertat religiosa. Les minories religioses inclouen cristians ortodoxos russos, catòlics llevantins, cristians ortodoxos georgians, cristians apostòlics albanesos-udi, luterans, jueus Ashkenazi i musulmans sufís. Bakú és la seu de la Prefectura Apostòlica Catòlica de l'Azerbaidjan.
El zoroastrisme, encara que s'ha extingit a la ciutat i a la resta del país en l'actualitat, va tenir una llarga història a l'Azerbaidjan i l'Any Nou Zoroastrià (Nowruz) continua sent la festa principal a la ciutat i a la resta de l'Azerbaidjan.

## Història

### Història antiga
Els seus orígens es remunten al primer mil·lenni abans de la nostra era; de tota manera, només se'n té constància escrita des de l'any 885. Podria ser la Gangara o Gaetara de Claudi Ptolemeu però no se sap segur. Hi ha moltes teories sobre l'origen del seu nom, però les més esteses són les que diuen que Bakú ve del persa "bagh kuh" (la muntanya de Déu) o de "bad kube" (la ciutat dels vents). Quan és esmentada a partir del final del segle ix i al segle x sota el nom de Bakuyah i ja era famosa per les seves fonts de petroli. Els russos van arribar a la "costa de la nafta i el petroli anomenada Bakuh" el 913/914. Posteriorment comença a predominar el nom Bakú. El seu port era destí de vaixells de Gilan, Daylam i altres llocs i fins i tot d'Atil, la capital dels khàzars. També se l'esmenta com a port excel·lent. Era considerada en aquest temps com a part del Xirvan però al-Mukaddasi la considera un districte de separat de Shirwan i que igual que aquest formava part de l'Arran. Fou part dels dominis dels shirwanshahs probablement fins a la darrera dinastia de Shirwan, el 1550. La ciutat va guanyar importància després del terratrèmol que va destruir la capital del Xirvanxah, Şamaxı en 1191 quan Akhistan I va fer de Bakú la nova capital.

### Els anys 1500 als 1800
Pel que fa a la resta de la seva història, Bakú, que depenia de Pèrsia des de la conquesta mongola, sota els il-kan i dinasties successores, fou annexionada pels safàvides el 1550. Va ser ocupada pels otomans dels 1583 al 1606. El 10 de juliol de 1723 fou ocupada per l'Imperi Rus que va annexionar el kanat de Xirvan el 12 de setembre de 1723.
Nadir Shah la va recuperar el 10 de març del 1735 i la va conservar fins a la seva mort el 1747. Amb la descomposició de l'estat safàvida s'havia creat el Kanat de Bakú que va tenir el poder sota el govern de Nadir Shah, i va esdevenir virtualment independent a la seva mort. El kanat fou annexionat per Rússia el 6 d'octubre de 1806 durant la Guerra russo-persa que va esclatar en 1804.

### La revolució russa
Durant la revolució russa, els revolucionaris es van revoltar a la ciutat el 15 de novembre de 1917, i en van aconseguir el control. El 12 d'abril de 1918 el partit Musavat, que dominava alguns districtes, va intentar establir-se a Bakú, però se li van oposar els comunistes i esquerrans de la ciutat i altres llocs, que els van foragitar, i poc després es va constituir el govern conegut per Comuna de Bakú (8 de maig de 1918), govern que s'estenia a quasi tot l'Azerbaidjan menys tres districtes que estaven en poder del Musavat i on aquests tenien proclamada la República de l'Azerbaidjan amb capital a Gandja. Els bolxevics de Bakú volien obtenir el suport britànic (els britànics s'havien establert a Pèrsia) per rebutjar als turcs que ara envaïen Transcaucàsia, i els armenis (membres del Dashnak) afavorien la intervenció. Els bolxevics dimitiren el 31 de juliol de 1918, i amb això es va acabar el govern de la Comuna de Bakú, que va donar pas a un nou govern conegut com la Dictadura de la Càspia Central també amb capital a Bakú. Per combatre els musavatistes i als turcs otomans que avançaven per l'Azerbaidjan i cap al nord (Daguestan), el govern va sol·licitar l'ajut britànic. El 17 d'agost tropes britàniques entraren a Bakú, on foren acollides pel primer ministre Iatxovski, un menxevic, i pel cap del Dashnak armeni Khatxaturov (un petit contingent britànic ja hi havia arribat el 4 d'agost). Els bolxevics, arrestats des de l'1 d'agost, foren deportats a l'óblast d'Astracan, però els van afusellar pel camí, a Krasnovodsk (Turkmenistan). Els turcs i musavatistes entraren a Bakú el 15 de setembre de 1918 i la Dictadura de la Càspia Central va desaparèixer.
Fou llavors la capital de la República de l'Azerbaidjan sota protectorat otomà. La derrota dels otomans a la guerra (Armistici de Mudros, 30 d'octubre del 1918) va deixar a la república com independent. El desembre de 1918 un Parlament organitzat pel Musavat començà a funcionar a Bakú. Un any després el novembre de 1919 els britànics van tornar a Bakú i el 15 de gener de 1920 el govern de l'Azerbaidjan fou reconegut per les Potències. El britànics van evacuar Bakú l'abril de 1920; al cap de pocs dies (27-28 d'abril de 1920) esclatà a Bakú una revolució bolxevic dirigida pel partit comunista Hummet, que va prendre el poder a l'Azerbaidjan (obligant el Parlament a renunciar als seus poders) i hi va proclamar la República Socialista Soviètica de l'Azerbaidjan. Immediatament tropes russes de l'Exèrcit Roig arribaren a Bakú.

### Després de la revolució
El 30 de setembre de 1920 els comunistes de l'Azerbaidjan signaren un tractat d'aliança amb Rússia. Amb tropes russes a Bakú, la república de l'Azerbaidjan quedà totalment satel·litzada encara que formalment independent. El 12 de març de 1922, l'Azerbaidjan, Abkhàzia, Armènia i Geòrgia ingressaren a la República Federal Soviètica de Transcaucàsia. La Constitució formal es va verificar el 12 d'abril de 1922. El 12 de desembre de 1922 es va crear la República Federativa Socialista Soviètica de Transcaucàsia, que ingressa a la Unió Soviètica el 30 de desembre del mateix any com una de les entitats constituents de la Unió. Dins d'aquesta república (federal primer, federativa després) Bakú fou capital de la República Socialista Soviètica de l'Azerbaidjan i ho va restar quan la RFSS de Transcaucàsia va quedar dissolta el 5 de desembre de 1939. El 1991 va esdevenir capital de la nova República independent de l'Azerbaidjan.

## Kans de Bakú
- Dargah Quli Khan 1721 - 1728
- Mirza Muhammad Khan 1747 - 1768
- Fath Ali Khan 1768 - 1770, també kan de Kuba i Shemaka
- Abd Allah Beg (també de Shemakha) 1770 - 1772
- Malik Muhammad Khan 1772 - 1783
- Mirza Muhammad Khan 1784 - 1791
- Muhammad Quli Khan 1791 - 1792
- Husayn Quli Khan 1792 - 1806

## Fills il·lustres
- Lev Landau (1908 - 1968) físic i matemàtic, Premi Nobel de Física de l'any 1962
- Gara Garayev (1918-1982) compositor musical.
- Lev Kogan (1927-2007), compositor musical.
- Mstislav Rostropóvitx (1927 - 2007) violoncel·lista i compositor. Premi Internacional de Catalunya (1992)
- Garri Kaspàrov (1963-), jugador d'escacs.
- Vladímir Akopian (1971-), jugador d'escacs.
- Emil Sutovsky (1977-), jugador d'escacs.
- Teimur Radjàbov (1987-), jugador d'escacs.

## La ciutat avui
La Bakú actual són tres ciutats en una: la ciutat vella (o İçəri Şəhər), l'eixample i la ciutat construïda en temps dels soviètics.
El centre de Bakú és la ciutat vella, una antiga fortalesa. La ciutat emmurallada de Bakú fou declarada per la UNESCO, el desembre del 2000, Patrimoni Mundial de la Humanitat. Encara se'n conserven moltes de les muralles i torres, que foren fortificades després de la conquesta russa el 1806. Aquesta part és molt pintoresca, amb un laberint de carrers estrets i empedrats i edificis antics. Hi destaquen el Palau dels Xirvanxàs o Şirvanşahlar Sarayı (segles xv-xvi), dos caravanserralls (antigues fondes), la Torre de la Donzella o Gız Galası (del segle xi, amb una bonica vista sobre el port), els banys perses i la mesquita del Divendres (on hi havia el Museu de la Catifa i les Arts Aplicades, i ara novament mesquita, les catifes ara són a l'antic Museu Lenin). La ciutat vella també té dotzenes de petites mesquites, molt sovint sense cap detall particular que les distingeixi de l'edifici veí.
L'eixample, al sud de la ciutat vella, fou construït després de l'inici de l'explotació massiva del petroli ara fa un segle aproximadament, i té una interessant arquitectura historicista. Aquí s'hi troben museus de belles arts, d'història i de literatura, tots situats en mansions de milionaris d'abans de la Revolució Russa.
La Bakú moderna s'estén més enllà de les muralles, amb els carrers i els edificis que pugen pels turons que encerclen la badia de Bakú. La Gran Bakú es divideix en onze districtes i 48 municipis.
El Cementiri dels Màrtirs, abans Parc Kirov, està dedicat a la memòria dels que van perdre la vida a la guerra contra Armènia i, també, de les 137 persones que foren mortes el 19 i 20 de gener de 1990 quan els tancs i les tropes dels soviètics van prendre els carrers de Bakú. A cada tomba hi figuren les fotografies de les víctimes. Precisament el 20 de gener ha estat declarat diada nacional.

## Economia
La base de l'economia de Bakú és el petroli. Se'n coneixia l'existència des del segle viii. Cap al segle xv, l'oli de les llànties s'obtenia a través de pous superficials. L'explotació comercial va començar el 1872, i cap a l'inici del segle xx el camp de petroli de Bakú era el més gran del món. Cap a la fi del segle xx molt del petroli de terra ja s'havia exhaurit, i les prospeccions s'estenien cap a la mar Càspia. Bakú és un dels principals centres de producció d'equipaments per a la indústria petroliera. La batalla de Stalingrad, durant la Segona Guerra Mundial, es va lliurar per determinar qui havia de tenir el control sobre els camps de petroli de Bakú. Cinquanta anys abans de la batalla, Bakú produïa la meitat del petroli mundial.

## Llocs d'interès
- Palau dels Xirvanxàs
- Torre de la Donzella
- Mesquita Muhammad
- Mesquita Taza Pir
- Plaça de les Fonts
- Filharmònica Estatal de l'Azerbaidjan
- Teatre d'Òpera i Ballet Acadèmic Estatal de l'Azerbaidjan
- Palau Ismailiyya
- Teatre Dramàtic Acadèmic Estatal de l'Azerbaidjan
- Torre SOCAR
- Baku Crystal Hall
- Centre Heidar Aliev
- Torres del Port de Bakú
- Torres Flame
- Volcans de fang de l'Azerbaidjan